# Paraphlepsius electus
Paraphlepsius electus är en insektsart som beskrevs av Delong 1938. Paraphlepsius electus ingår i släktet Paraphlepsius och familjen dvärgstritar. Inga underarter finns listade i Catalogue of Life.